# Кристя, Василе
Василе Кристя (рум. Vasile Cristea; 24 февраля 1906 года — 17 января 2000 года) — румынский священнослужитель, деятель греко-католической церкви из монашеской конгрегации ассумпционистов. Служил официальным представителем римской курии и апостольским визитатором румынских греко-католиков в диаспоре, а также занимал пост титулярного епископа Лебедоса.
Василе Кристя родился в 1906 году в городе Шомоштельник в Австро-Венгрии (ныне в Румынии). Окончил Богословскую академию в городе Блаж. Присоединился к отцам-ассумпционистам и в 1932 году был рукоположен в греко-католические священники. Был назначен епископом по решению Святого Престола 2 июля 1960 года и рукоположен в епископы 8 сентября того же года: главным консекратором на церемонии был епископ Джованни Меле. Постоянным местом резиденции имел Ватикан, курировал румынские грекокатолические миссии во Франции, Великобритании, ФРГ и США. В 1966 году рукоположил в священники Нафанаила (Поппа), будущего епископа Православной церкви в Америке и архиепископа Детройтского и Румынской епархии.
Ушёл в отставку 10 октября 1987 года, последние годы жизни прожил в Риме.
Скончался в Риме 17 января 2000 года в возрасте 94 лет.